# Сахарнов Святослав Володимирович
Святослав Володимирович Сахарнов (1923–2010) — радянський дитячий письменник. Книги Сахарнова неодноразово перекладалися українською мовою.

## Біографія
Святослав Володимирович Сахарнов народився 12 березня 1923 року в Україні у місті Бахмут. Батьки Святослава померли рано, тому його виховувала старша сестра.
У 1940 році Сахарнов поступив в Ленінграді у Вище військово-морське училище імені М. В. Фрунзе. У 1941 році у складі курсантів першого курсу училища брав участь у боях на Ленінградському фронті. Був поранений. Восени 1941 року був евакуйований (пішки по «Дорозі життя» через замерзлу Ладогу). Військово-морське училище закінчив у Баку в 1944 році. Після закінчення училища воював на Чорному морі на мінному тральщику під Новоросійськом.
У 1945 році у складі Тихоокеанського флоту брав участь у війні проти Японії. Брав участь у боях в корейських портах Расін і Сейсін.
Після закінчення війни Сахарнов продовжив службу на Далекому Сході на торпедних катерах штурманом і начальником штабу з'єднання.
С. В. Сахарнов був направлений на навчання в Морський інститут в Ленінграді, де захистив дисертацію і отримав вчений ступінь кандидата військово-морських наук.
Саме під час навчання в Ленінграді Сахарнов почав писати свої перші оповідання і казки. Велику роль у становленні Сахарнова як письменника зіграв дитячий письменник Віталій Біанкі, учнем якого став Сахарнов.
Друкуватися Сахарнов почав з 1954 року. Перша його книжка називалася «Морські казки».
Протягом п'ятнадцяти років С. В. Сахарнов був головним редактором журналу «Костёр».
С. В. Сахарнов брав участь в експедиції в Арктику, на Командорські і Курильські острови, на Кубу. В 1974 і 1977 роках він жив у заповідниках Танзанії та Індії.
В основному Сахарнов писав у своїх творах про море, про підводний світ, був автором енциклопедій і науково-популярних книг, присвячених мореплавству.
Сахарнов відомий як дитячий письменник, але також писав книги для дорослих: фантастичний роман «Кінь над містом», роман про війну на Тихому океані «Камікадзе» і книга «Син лейтенанта Шмідта», що є своєрідним романом-жартом на тему книг Ільфа і Петрова.
В останні роки життя письменник працював над незавершеним і не виданим у вигляді окремої книги твором «Капелюх імператора», окремі фрагменти якого друкувалися в журналах.
С. В. Сахарнов помер 23 вересня 2010 року в Санкт-Петербурзі. Похований на Великоохтинському кладовищі.

## Нагороди та визнання
- орден Червоного Прапора (22.12.1944; спочатку був представлений до ордена Червоної Зірки)
- орден Вітчизняної війни II ступеня (6.4.1985)
- медалі
- за книгу «По морях навколо землі» Сахарнов був удостоєний першої премії Міжнародного книжкового ярмарку в Болоньї (1972), премії на фестивалі у Братиславі (1973) і срібної медалі на Міжнародній книжковій виставці в Москві (1975).
- У 2004 році С. В. Сахарнов став лауреатом Почесного диплома Міжнародної Ради з дитячої книги (IBBY) за книгу «Леопард в шпаківні».